# Ngòi Lao
Ngòi Lao là phụ lưu cấp 1 ở bờ trái sông Hồng, chảy ở huyện Văn Chấn và Trấn Yên tỉnh Yên Bái, và huyện Hạ Hòa tỉnh Phú Thọ .
Sông có chiều dài 76 km và diện tích lưu vực là 636 km² .

## Dòng chảy
Ngòi Lao bắt nguồn từ vùng núi tại bản Ngòi Lao phía tây nam xã Cát Thịnh, huyện Văn Chấn tỉnh Yên Bái  21°24′36″B 104°38′20″Đ / 21,41°B 104,63889°Đ.
Từ thung lũng xã Cát Thịnh sông chảy theo hướng đông bắc rồi đông, qua Nông trường Trần Phú. Sang xã Chấn Thịnh 21°29′34″B 104°51′46″Đ / 21,49278°B 104,86278°Đ thì hợp lưu với Ngòi Nậm từ phía nam chảy đến.
Ngòi Lao có các phụ lưu:
- Ngòi Phà bắt nguồn từ chân Đèo Ách thuộc xã Cát Thịnh, chảy qua Ba Khe.
- Ngòi Mỵ bắt nguồn từ núi Đát Quang thuộc xã Tân Thịnh, đổ ra ngòi Lao ở giáp danh hai xã Chấn Thịnh và Tân Thịnh.
- Ngòi Tú bắt nguồn từ xã Đại Lịch, đổ ra ngòi Lao ở thôn Mũi Kim, xã Chấn Thịnh.
- Ngòi Nậm, phụ lưu lớn nhất của ngòi Lao, bắt nguồn từ xã Thượng Bằng La. Ngòi Nậm chảy qua các xã Thượng Bằng La, Minh An, Nghĩa Tâm, Bình Thuận đổ ra ngòi Lao ở thôn Mũi Kim, xã Chấn Thịnh.